# Kirk of St Nicholas

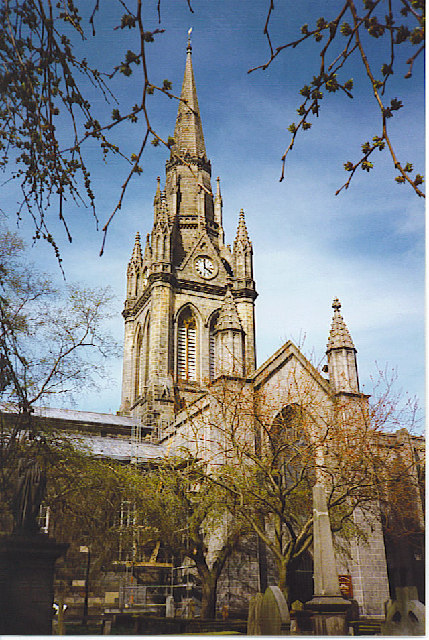
Kirk of St Nicholas

Die Kirk of St Nicholas, auch St Nicholas Church oder Mither Kirk, ist ein Kirchengebäude der presbyterianischen Church of Scotland in der schottischen Stadt Aberdeen. 1967 wurde das Bauwerk in die schottischen Denkmallisten in der höchsten Denkmalkategorie A aufgenommen. Der umgebende Friedhof ist separat als Kategorie-A-Denkmal geschützt. Des Weiteren bildet er mit umliegenden Gebäuden ein Denkmalensemble der Kategorie B. Das Gebäude ist nicht zu verwechseln mit der nahegelegenen St Nicholas Congregational Church.

## Geschichte

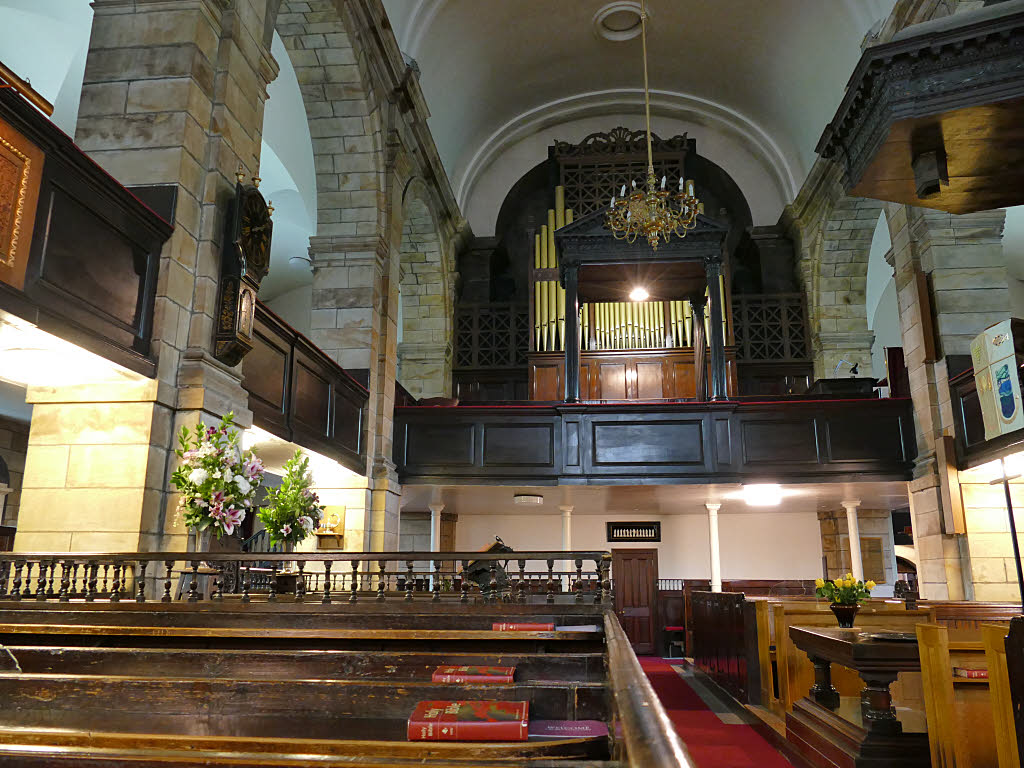
Blick in das Langschiff

Obschon keine konkreten archäologischen Anhaltspunkte vorliegen, besteht die Vermutung, dass die heutige Kirk of St Nicholas einen frühchristlichen Standort, der an einer prächristlichen religiösen Stätte entstanden sein könnte, belegt. Aus dem Jahr 1060 existieren ungesicherte Hinweise auf ein Kirchengebäude. Eine päpstliche Bulle Hadrian IV., deren Authentizität jedoch angezweifelt wird, belegt die Kirche im Jahre 1157. Archäologische Begutachtungen bestätigen die Datierung der ältesten erhaltenen Fragmente auf das 12. Jahrhundert.
Möglicherweise wurde die Gemeinde im späten 11. Jahrhundert begründet. Die Weihung dem Heiligen Nikolaus legt eine Verbindung einer mit dem Seehandel befassten Gemeinde nahe (siehe auch: Stillung des Seesturms). Hierbei könnte es sich um eine neugeschaffene Kirchengemeinde von Seefahrerdörfern gehandelt haben, die sich südlich des Standorts erstreckten. Eine weitere Option der Entstehung bietet die Abspaltung eines rund 325 Hektar umfassenden Gebiets aus der Gemeinde von St Machar’s.
Die ältesten erhaltenen Fragmente aus dem 12. Jahrhundert zeigen eine Kreuzkirche mit Vierungsturm. Es handelte sich um einen geosteten Bau mit drei Achsen weitem Chor und gerundeter Apsis. Mit einer Länge von 78 Metern zählte die Kirk of St Nicholas zu ihrer Zeit zu den größten Burgh-Kirchen Schottlands. 1355 wurde das nordweisende Querschiff um eine Grabkapelle, die 1445 als Our Lady of Pity bezeichnet wird, ergänzt. 1477 begann der Neubau des Chors unter dem Baumeister John Fendour. 1495 lieh sich der Stadtrat zur Begleichung der bisherigen Leistungen Geld. 1508 wurden 200 Schottische Pfund zur Fertigstellung sowie ein Bonus bei Beendigung der Arbeiten bis zum Michaelistag desselben Jahres offeriert. Die Arbeiten umfassten auch die Errichtung eines Holzturms auf dem Dach des Langschiffs. Dieser blieb bis zum Brand 1874 erhalten. Zur Bauzeit ist die Finanzierung durch öffentliche und private Geldspenden, Sachspenden und Landschenkungen belegt.
Die Einnahmen aus St Nicholas standen dem sechsten Präbenden der St.-Machars-Kathedrale zu. 1450 unterhielt St Nicholas zehn Kaplaneien. 1491 waren die Zahl bereits auf 24 angewachsen, wurde jedoch kurz darauf auf 16 reduziert. Trotzdem wurde das neue Chorgestühl 1507 mit 34 Sitzgelegenheiten geplant. 1540 wurde St Nicholas als Kollegiatstift etabliert. Trotz konservativem Widerstands wurde in der Kirche im Nachklang der schottischen Reformation bis in die 1580er Jahre die katholische Ausstattung weitgehend entfernt. 1596 wurden Langschiff und Chor getrennt und zwei separaten Gemeinden zugeordnet. Bis 1732 hat sich der Zustand des Langschiffs (Westteil der St Nicholas Church) dergestalt verschlechtert, dass es aufgegeben wurde. Beim Jakobitenaufstand 1745 nutzte der Duke of Cumberland die Ruine zur Unterbringung seiner Truppen.
Zwischen 1750 und 1755 erfolgte der Neubau des Langschiffs unter dem Baumeister James Gibbs. Es folgte die Wiedereröffnung als West Church. Der Chorraum mit der dort untergebrachten Gemeinde (New Church) war zu dieser Zeit durch eine Mauer abgetrennt. Später wurde der Chor nach einem Entwurf Archibald Simpsons neu gebaut und 1837 als East Church eröffnet. 1874 verheerte ein Brand diesen Gebäudeteil, der daraufhin durch William Smith restauriert  und 1876 wiedereröffnet wurde. Dieser Bauphase entstammt auch der heutige Vierungsturm. Zum Jahresende 2020 wurde die Gemeinde der Kirk of St Nicholas aufgelöst und das Gebäude seither nur zu außerordentlichen Gottesdiensten genutzt. Zuletzt bestand in der Nutzung eine Kooperation mit der United Reformed Church.

## Beschreibung

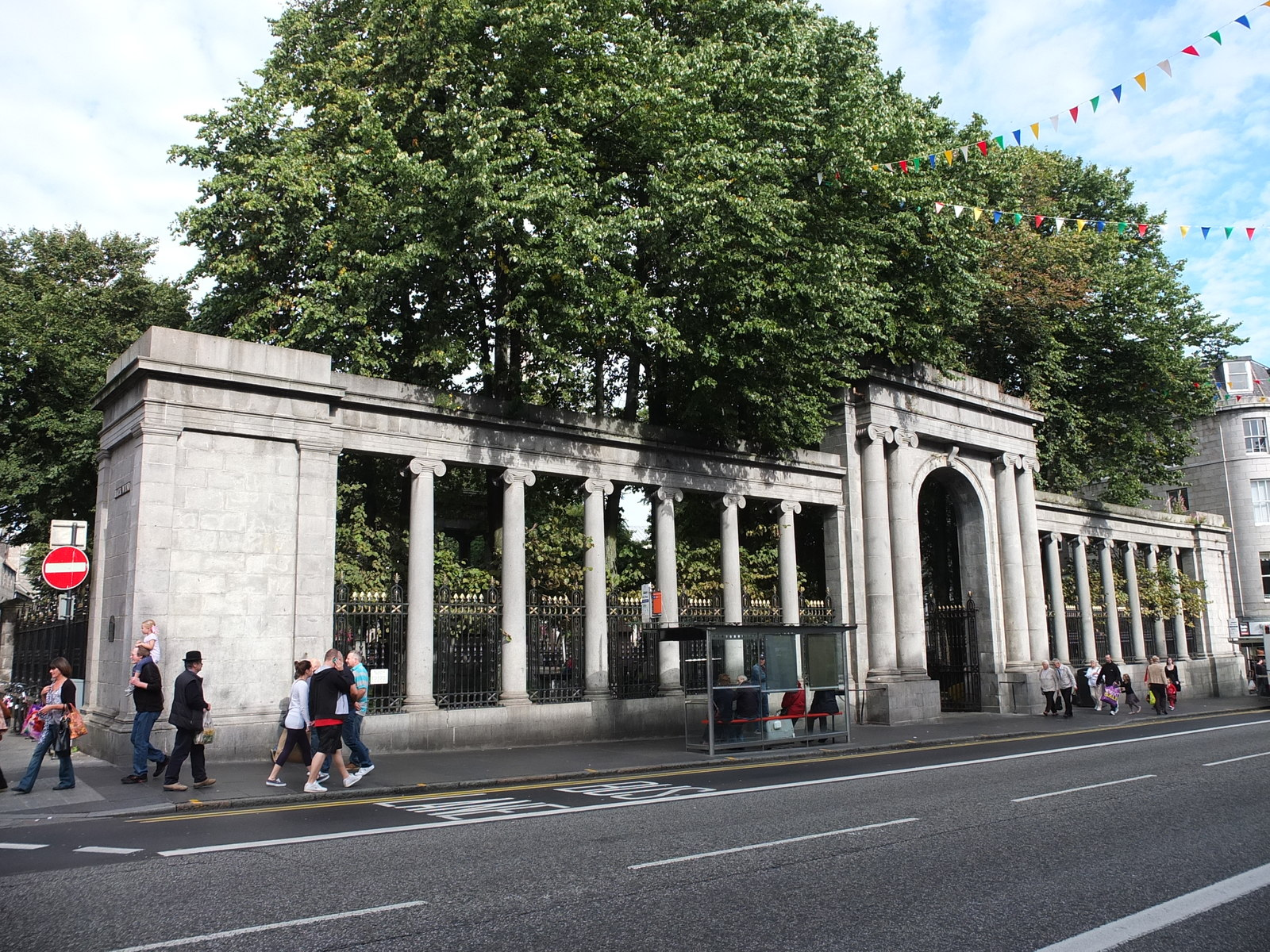
Kolonnade am Südeingang

Die Kirk of St Nicholas steht im historischen Zentrum Aberdeens nahe den Hafenanlagen und der Dee-Mündung. Stilistische Unterschiede zwischen der East Church und der West Church reflektieren die Bauphasen in den 1750er beziehungsweise 1830er Jahren. Der fünf Achsen weite Körper der West Church ist klassizistisch ausgestaltet, während die ebenfalls fünf Achsen weite East Church historisierende neogotische Motive zeigt. Letztere umfasst eine Krypta (St Mary’s Chapel) aus dem Jahre 1438. Der Vierungsturm weist einen quadratischen Grundriss auf. Er ist im Wesentlichen aus Sandstein- und Granitquadern aufgemauert. Polygonale Ecktürmchen rahmen den spitzen Helm ein. Das Satteldach der West Church ist bleigedeckt.
Das Kirchengebäude wird zu den bedeutendsten historischen Bauten Aberdeens gezählt. Vermutlich handelt es sich um den einzigen erhaltenen Bau des aus Aberdeen stammenden Gibbs in Schottland. Zu seinen ältesten Körpern zählt das nordweisende Querschiff (heute Collison’s Aisle genannt), das aus dem 12. Jahrhundert stammende Fragmente umfasst. Im Innenraum sind teilweise Holzarbeiten aus präreformativer Zeit erhalten. Sieben Steinsarkophage mit skulpturierten Platten aus den 1430er Jahren stellen die größte solche Ansammlung in Schottland dar. Bei der Orgel aus der Werkstatt John Comptons handelt es sich um das letzte erhaltene Exemplar in Schottland. Zuletzt beherbergte die Kirk of St Nicholas das größte Carillon im Vereinigten Königreich.

## Friedhof
Ab dem 16. Jahrhundert wurde die umgebende Fläche als Friedhof genutzt. Er umfasst zahlreiche ornamentierte Grabstätten ab dem 17. Jahrhundert, darunter auch die Gräber John Smiths und Archibald Simpsons, die beide zu den prägenden Architekten Aberdeens zählen. Hervorzuheben ist das von John Smith mit vier dorischen Säulen ausgestaltete Grabmonument für Dr Robert Hamilton aus dem Jahre 1843. Smith wurde auch mit der Planung der ionischen Kolonnade mit zentralem Rundbogenportal am Südabschluss betraut.